# Jogos da Ásia Ocidental de 2005
Os Jogos da Ásia Ocidental de 2005 foram a terceira edição deste evento multiesportivo. Originalmente seriam realizados em Damasco, na Síria, em 2003. Depois de um adiamento, foram cancelados. Em 2002 a Federação dos Jogos da Ásia Ocidental decidiu realizar o evento a cada quatro anos, sempre um ano antes dos Jogos Asiáticos. Assim, a cidade de Doha, no Qatar, recebeu o evento em 2005. Este evento marcou a estreia das mulheres em competições.

## Esportes
12 modalidades formaram o programa dos Jogos:
| - Basquetebol - Atletismo - Boliche - Esgrima - Futebol - Ginástica | - Handebol - Levantamento de peso - Natação - Saltos ornamentais - Tiro - Voleibol |

## Países participantes
13 países participaram do evento:
| - Arábia Saudita - Bahrein - Emirados Árabes Unidos - Iêmen - Irão - Iraque - Jordânia | - Kuwait - Líbano - Omã - Palestina - Catar - Síria |

## Quadro de medalhas
País sede destacado.
| Ordem | País                   | Medalha de ouro | Medalha de prata | Medalha de bronze |     |
| ----- | ---------------------- | --------------- | ---------------- | ----------------- | --- |
| 1     | Catar                  | 28              | 19               | 20                | 67  |
| 2     | Kuwait                 | 25              | 15               | 16                | 56  |
| 3     | Síria                  | 21              | 14               | 16                | 51  |
| 4     | Irã                    | 19              | 26               | 18                | 63  |
| 5     | Emirados Árabes Unidos | 7               | 9                | 6                 | 22  |
| 6     | Arábia Saudita         | 4               | 9                | 12                | 25  |
| 7     | Líbano                 | 4               | 4                | 3                 | 11  |
| 8     | Jordânia               | 3               | 11               | 11                | 25  |
| 9     | Brunei                 | 3               | 2                | 2                 | 7   |
| 10    | Iraque                 | 2               | 1                | 7                 | 10  |
| 11    | Iémen                  | 2               | 1                |                   | 3   |
| 12    | Omã                    |                 | 4                | 6                 | 10  |
| TOTAL | TOTAL                  | 118             | 115              | 117               | 350 |